# Pilori d'Étoile-sur-Rhône
Le pilori d'Étoile-sur-Rhône se trouve dans la commune d'Étoile-sur-Rhône, dans le département de la Drôme, en région Auvergne-Rhône-Alpes.
Le pilori se dresse à proximité de l'église Notre-Dame d'Étoile, au bord de la Grande Rue. Il est composé d'un piédestal de plan carré surmonté d'un fût cylindrique et d'une colonne galbée au sommet
Jusqu'à la fin XVIIIe siècle, on y attachait les condamnés pour les exposer aux regards de la foule. La peine du pilori sera supprimée à la Révolution française.
De 1830 à l'Entre-deux-guerres, le pilori servira de porte-drapeau.